# Singapores Grand Prix 2024
Singapores Grand Prix 2024, officiellt Formula 1 Singapore Airlines Singapore Grand Prix 2024, var ett Formel 1-lopp som kördes den 22 september 2024 på Marina Bay Street Circuit i Singapore. Loppet var det artonde loppet ingående i Formel 1-säsongen 2024 och kördes över 62 varv.

## Ställning i mästerskapet före loppet
| Pos. | Förare            | Poäng |
| ---- | ----------------- | ----- |
| 1 ▬  | Max Verstappen    | 313   |
| 2 ▬  | Lando Norris      | 254   |
| 3 ▬  | Charles Leclerc   | 235   |
| 4 ▬  | Oscar Piastri     | 222   |
| 5 ▬  | Carlos Sainz, Jr. | 184   |

| Pos. | Konstruktör           | Poäng |
| ---- | --------------------- | ----- |
| 1 ▬  | McLaren-Mercedes      | 476   |
| 2 ▬  | Red Bull              | 456   |
| 3 ▬  | Ferrari               | 425   |
| 4 ▬  | Mercedes              | 309   |
| 5 ▬  | Aston Martin-Mercedes | 82    |

- Notering: Endast de fem bästa placeringarna i vardera mästerskap finns med på listorna.

## Kvalet
Kvalet kördes den 21 september 2024, klockan 21:00 lokal tid (UTC+8).
| Pos.                    | Nr. | Förare           | Konstruktör                  | Kvaltider | Kvaltider | Kvaltider | Start- grid |
| Pos.                    | Nr. | Förare           | Konstruktör                  | Q1        | Q2        | Q3        | Start- grid |
| ----------------------- | --- | ---------------- | ---------------------------- | --------- | --------- | --------- | ----------- |
| 1                       | 4   | Lando Norris     | McLaren-Mercedes             | 1:30.002  | 1:30.007  | 1:29.525  | 1           |
| 2                       | 1   | Max Verstappen   | Red Bull Racing-Honda RBPT   | 1:30.157  | 1:29.680  | 1:29.728  | 2           |
| 3                       | 44  | Lewis Hamilton   | Mercedes                     | 1:30.393  | 1:29.929  | 1:29.841  | 3           |
| 4                       | 63  | George Russell   | Mercedes                     | 1:30.811  | 1:30.153  | 1:29.867  | 4           |
| 5                       | 81  | Oscar Piastri    | McLaren-Mercedes             | 1:30.258  | 1:29.640  | 1:29.953  | 5           |
| 6                       | 27  | Nico Hülkenberg  | Haas-Ferrari                 | 1:30.724  | 1:30.150  | 1:30.115  | 6           |
| 7                       | 14  | Fernando Alonso  | Aston Martin Aramco-Mercedes | 1:30.684  | 1:30.450  | 1:30.214  | 7           |
| 8                       | 22  | Yuki Tsunoda     | RB-Honda RBPT                | 1:30.716  | 1:30.289  | 1:30.354  | 8           |
| 9                       | 16  | Charles Leclerc  | Ferrari                      | 1:30.786  | 1:29.747  | Ingen tid | 9           |
| 10                      | 55  | Carlos Sainz Jr. | Ferrari                      | 1:30.670  | 1:30.108  | Ingen tid | 10          |
| 11                      | 23  | Alexander Albon  | Williams-Mercedes            | 1:30.679  | 1:30.474  | N/A       | 11          |
| 12                      | 43  | Franco Colapinto | Williams-Mercedes            | 1:30.704  | 1:30.481  | N/A       | 12          |
| 13                      | 11  | Sergio Pérez     | Red Bull Racing-Honda RBPT   | 1:30.624  | 1:30.579  | N/A       | 13          |
| 14                      | 20  | Kevin Magnussen  | Haas-Ferrari                 | 1:30.829  | 1:30.653  | N/A       | 14          |
| 15                      | 31  | Esteban Ocon     | Alpine-Renault               | 1:30.958  | 1:30.769  | N/A       | 15          |
| 16                      | 3   | Daniel Ricciardo | RB-Honda RBPT                | 1:31.085  | N/A       | N/A       | 16          |
| 17                      | 18  | Lance Stroll     | Aston Martin Aramco-Mercedes | 1:31.094  | N/A       | N/A       | 17          |
| 18                      | 10  | Pierre Gasly     | Alpine-Renault               | 1:31.312  | N/A       | N/A       | 18          |
| 19                      | 77  | Valtteri Bottas  | Kick Sauber-Ferrari          | 1:31.572  | N/A       | N/A       | 19          |
| 20                      | 24  | Zhou Guanyu      | Kick Sauber-Ferrari          | 1:32.054  | N/A       | N/A       | 20          |
| 107 %-gränsen: 1:36.302 |     |                  |                              |           |           |           |             |
| Källor:                 |     |                  |                              |           |           |           |             |

## Loppet
Loppet kördes den 22 september 2024, klockan 20:00 lokal tid (UTC+8), och kördes över 62 varv.
| Pos.                                                               | Nr. | Förare           | Konstruktör                  | Varv | Tid/Bröt        | Placering | Poäng |
| ------------------------------------------------------------------ | --- | ---------------- | ---------------------------- | ---- | --------------- | --------- | ----- |
| 1                                                                  | 4   | Lando Norris     | McLaren-Mercedes             | 62   | 1:40:52.571     | 1         | 25    |
| 2                                                                  | 1   | Max Verstappen   | Red Bull Racing-Honda RBPT   | 62   | +20.945         | 2         | 18    |
| 3                                                                  | 81  | Oscar Piastri    | McLaren-Mercedes             | 62   | +40.823         | 5         | 15    |
| 4                                                                  | 63  | George Russell   | Mercedes                     | 62   | +1:01.040       | 4         | 12    |
| 5                                                                  | 16  | Charles Leclerc  | Ferrari                      | 62   | +1:02.430       | 9         | 10    |
| 6                                                                  | 44  | Lewis Hamilton   | Mercedes                     | 62   | +1:25.248       | 3         | 8     |
| 7                                                                  | 55  | Carlos Sainz Jr. | Ferrari                      | 62   | +1:36.039       | 10        | 6     |
| 8                                                                  | 14  | Fernando Alonso  | Aston Martin Aramco-Mercedes | 61   | +1 varv         | 7         | 4     |
| 9                                                                  | 27  | Nico Hülkenberg  | Haas-Ferrari                 | 61   | +1 varv         | 6         | 2     |
| 10                                                                 | 11  | Sergio Pérez     | Red Bull Racing-Honda RBPT   | 61   | +1 varv         | 13        | 1     |
| 11                                                                 | 43  | Franco Colapinto | Williams-Mercedes            | 61   | +1 varv         | 12        |       |
| 12                                                                 | 22  | Yuki Tsunoda     | RB-Honda RBPT                | 61   | +1 varv         | 8         |       |
| 13                                                                 | 31  | Esteban Ocon     | Alpine-Renault               | 61   | +1 varv         | 15        |       |
| 14                                                                 | 18  | Lance Stroll     | Aston Martin Aramco-Mercedes | 61   | +1 varv         | 17        |       |
| 15                                                                 | 24  | Zhou Guanyu      | Kick Sauber-Ferrari          | 61   | +1 varv         | 20        |       |
| 16                                                                 | 77  | Valtteri Bottas  | Kick Sauber-Ferrari          | 61   | +1 varv         | 19        |       |
| 17                                                                 | 31  | Pierre Gasly     | Alpine-Renault               | 61   | +1 varv         | 18        |       |
| 18                                                                 | 3   | Daniel Ricciardo | RB-Honda RBPT                | 61   | +1 varv         | 16        |       |
| 191                                                                | 20  | Kevin Magnussen  | Haas-Ferrari                 | 57   | Kollisionsskada | 14        |       |
| Ret                                                                | 23  | Alexander Albon  | Williams-Mercedes            | 15   | Power unit      | 11        |       |
| Fastest lap: Daniel Ricciardo (RB-Honda RBPT) – 1:34.486 (varv 60) |     |                  |                              |      |                 |           |       |
| Källor:                                                            |     |                  |                              |      |                 |           |       |

Noter
- ^1  – Kevin Magnussen blev klassificerad då han körde klart mer än 90% av loppets distans.[9]

## Ställning i mästerskapet efter loppet
| Pos. | Förare            | Poäng |
| ---- | ----------------- | ----- |
| 1 ▬  | Max Verstappen    | 331   |
| 2 ▬  | Lando Norris      | 279   |
| 3 ▬  | Charles Leclerc   | 245   |
| 4 ▬  | Oscar Piastri     | 237   |
| 5 ▬  | Carlos Sainz, Jr. | 190   |

| Pos. | Konstruktör           | Poäng |
| ---- | --------------------- | ----- |
| 1 ▬  | McLaren-Mercedes      | 516   |
| 2 ▬  | Red Bull              | 475   |
| 3 ▬  | Ferrari               | 441   |
| 4 ▬  | Mercedes              | 329   |
| 5 ▬  | Aston Martin-Mercedes | 84    |

- Notering: Endast de fem bästa placeringarna i vardera mästerskap finns med på listorna.